# Daltonia constricta
Daltonia constricta là một loài rêu trong họ Daltoniaceae. Loài này được P. de la Varde mô tả khoa học đầu tiên năm 1957.